# Крачковые
Кра́чковые (лат. Sternidae) — группа птиц, приспособленных к жизни у воды, ранее выделявшееся в семейство в отряде ржанкообразных. В настоящее время часть систематиков определяют её как кладу в семействе чайковых в ранге подсемейства (Sterninae) или трибы (Sternini). Крачки отличаются от чаек более стройным телосложением и короткими изящными ножками. Крачки имеют длинный вильчатый хвост, тонкий клюв и узкие крылья. Это птицы, питающиеся мелкой рыбой.

## Внешний вид
Крачковые по размеру несколько меньше чаек, насчитывая в длину от 24 до 40 см. Их хвост заметно раздвоен, клюв, как правило, острый и направлен во время полёта вниз. Оперение наиболее часто белое либо серое. У многих видов имеется чёрный хохол.

## Распространение
Большинство видов крачковых живут на побережье, некоторые виды обитают у водоёмов в глубине материков. Совершая перелёты к местам зимовок, крачковые преодолевают большие расстояния.

## Поведение
Крачковые гнездятся на земле, на плавующих растениях или на скалах, часто образуя для этого крупные колонии. Но некоторые виды (белая крачка) строят гнезда на деревьях. В типичных колониях крачек гнёзда, как правило, расположены очень близко друг от друга и могут представлять собой простые ямки в земле. Крачковые, обитающие вглуби материков, строят плоские гнёзда, в том числе и на плавающей по поверхности воды болотной растительности. Сами крачковые плавают довольно редко. Во время охоты они ныряют с высоты в воду, чтобы достать рыбу.
Некоторые крачковые демонстрируют необыкновенные лётные качества. Полярная крачка (Sterna paradisaea) совершает перелёт из Европы в Антарктиду, где проводит лето и возвращается назад.

## Классификация
Кладограмма показывает взаимосвязь между различными родами крачек, и основана на исследованиях митохондриальной ДНК. Виды, признаваемые в настоящее время, входящие в данные роды, перечислены ниже:
- Род Глупые крачки (Anous)
  - Anous albivitta (Bonaparte, 1856)
  - Anous ceruleus (F. D. Bennett, 1840) — Серая глупая крачка
  - Anous minutus F. Boie, 1844 — Чёрная кланяющаяся крачка[2]
  - Anous stolidus (Linnaeus, 1758) — Обыкновенная глупая крачка
  - Anous tenuirostris (Temminck, 1823) — Малая глупая крачка
- Род Белые крачки (Gygis)
  - Белая крачка (Gygis alba)
- Род Onychoprion
  - Onychoprion lunatus
  - Бурокрылая крачка (Onychoprion anaethetus)
  - Тёмная крачка (Onychoprion fuscatus)
  - Алеутская крачка (Onychoprion aleuticus)

- Род Sternula
  - Малая крачка (Sternula albifrons)
  - Карликовая крачка (Sternula antillarum)[3]
  - Китовая крачка (Sternula balaenarum)[4]
  - Чилийская крачка (Sternula lorata)[5]
  - Австралийская крачка (Sternula nereis)[6]
  - Мекранская крачка (Sternula saundersi)[7]
  - Амазонская крачка (Sternula superciliaris)[8]
- Род Большеклювые крачки (Phaetusa)
  - Большеклювая крачка (Phaetusa simplex)
- Род Чегравы (Hydroprogne)
  - Чеграва (Hydroprogne caspia)
- Род Gelochelidon
  - Чайконосая крачка (Gelochelidon nilotica)
  - Gelochelidon macrotarsa
- Род Крачки инков (Larosterna)
  - Крачка-инка (Larosterna inca)
- Род Болотные крачки (Chlidonias)
  - Chlidonias albostriatus (G. R. Gray, 1845) — Чернолобая крачка[9]
  - Chlidonias hybrida Pallas, 1811 — Белощёкая болотная крачка
  - Chlidonias leucopterus Temminck, 1815 — Белокрылая болотная крачка
  - Chlidonias niger (Linnaeus, 1758) — Чёрная болотная крачка
- Род Thalasseus
  - Бенгальская крачка (Thalasseus bengalensis)
  - Thalasseus albididorsalis
  - Королевская крачка (Thalasseus maximus)
  - Крачка Берга (Thalasseus bergii)
  - Китайская крачка (Thalasseus bernsteini)
  - Элегантная крачка (Thalasseus elegans)
  - Пестроносая крачка (Thalasseus sandvicensis)
  - Крачка Кабота (Thalasseus acuflavidus)[10]
- Род Крачки (Sterna)
  - Sterna acuticauda J. E. Gray, 1831 — Чернобрюхая крачка
  - Sterna aurantia J. E. Gray, 1831 — Индийская крачка
  - Sterna dougallii Montagu, 1813 — Розовая крачка
  - Sterna forsteri Nuttall, 1834 — Крачка Форстера
  - Sterna hirundinacea R. Lesson, 1831 — Южноамериканская крачка
  - Sterna hirundo Linnaeus, 1758 — Обыкновенная крачка, или речная крачка
  - Sterna paradisaea Pontoppidan, 1763 — Полярная крачка
  - Sterna repressa Hartert, 1916 — Аравийская крачка
  - Sterna striata J. F. Gmelin, 1789 — Белолобая крачка
  - Sterna sumatrana Raffles, 1822 — Светлая крачка
  - Sterna trudeaui Audubon, 1838 — Крачка Трюдо
  - Sterna virgata Cabanis, 1875 — Кергеленская крачка
  - Sterna vittata J. F. Gmelin, 1789 — Антарктическая крачка